# Lilla Vällan
Lilla Vällan är en sjö i Falu kommun i Dalarna och ingår i Dalälvens huvudavrinningsområde. Sjön är 4,5 meter djup, har en yta på 0,605 kvadratkilometer och är belägen 180 meter över havet. Vid provfiske har bland annat abborre, braxen, gers och gädda fångats i sjön.

## Delavrinningsområde
Lilla Vällan ingår i det delavrinningsområde (671984-148427) som SMHI kallar för Utloppet av Lilla Vällan. Medelhöjden är 226 meter över havet och ytan är 7,82 kvadratkilometer. Det finns inga avrinningsområden uppströms utan avrinningsområdet är högsta punkten. Vattendraget som avvattnar avrinningsområdet har biflödesordning 4, vilket innebär att vattnet flödar genom totalt 4 vattendrag innan det når havet efter 217 kilometer. Avrinningsområdet består mestadels av skog (69 procent). Avrinningsområdet har 0,66 kvadratkilometer vattenytor vilket ger det en sjöprocent på 8,4 procent.

## Fisk
Vid provfiske har följande fisk fångats i sjön:
- Abborre
- Braxen
- Gärs
- Gädda
- Löja
- Mört
- Ruda